# Kishan Kapoor
Pour les articles homonymes, voir Kapoor.
Kishan Kapoor (né dans le district de Kangra le 25 juin 1951 et mort  à Chandigarh le 1er février 2025) est un homme politique indien membre du Bharatiya Janata Party.
Il est député au parlement de Lok Sabha, de la circonscription de Kangra Lok Sabha, dans l'Himachal Pradesh. Il remporte le siège avec une marge de voix record lors des élections générales de 2019. Il gagne avec une marge de 47 700 voix, ce qui représente le deuxième pourcentage de vote le plus élevé avec 72,2 % dans tout le pays. Il avait auparavant occupé le poste de ministre de l'Alimentation, des Fournitures civiles et des Affaires des consommateurs au sein du gouvernement de l'Himachal Pradesh. Il a exercé trois mandats en tant que ministre du Cabinet et cinq mandats en tant que membre de l'Assemblée législative représentant la circonscription de l'Assemblée de Dharamsala. Il était l’un des plus hauts dirigeants du parti Bhartiya Janta de l'État.

## Vie et carrière
Kishan Kapoor est ministre de l'Alimentation et des Approvisionnements civils, des Affaires des consommateurs et des Élections dans l'Himachal Pradesh et membre de l'Assemblée législative (MLA) de la circonscription de l'Assemblée de Dharamsala. En poste pour son troisième mandat en tant que ministre dans le cabinet de Jai Ram Thakur, il a précédemment occupé des portefeuilles importants tels que l'industrie, les transports, l'urbanisme et l'aménagement du territoire, le développement urbain dans le cabinet de Prem Kumar Dhumal (en). Durant cette période, il est accompagné de Jagat Prakash Nadda (en), président national du BJP, comme collègue. Il est membre du Forum parlementaire indien multipartite pour le Tibet.
Kapoor est décédé d'un accident vasculaire cérébral au Postgraduate Institute of Medical Education and Research (en) à Chandigarh le 1er février 2025, à l'âge de 73 ans. Le président de l'administration centrale tibétaine Penpa Tsering, et la vice-présidente du Parlement tibétain en exil, Dolma Tsering Teykhang, ont exprimé leurs condoléances à la veuve de Kapoor, Mme Rekha Kapoor.

## Chronologie
(février 2025).
La carrière politique de Kapoor est longue et il s'est lancé dans la politique active à un âge relativement jeune.
- 1970 : devient membre du Jansangh et du Janta Party
- 1978 : Yuva Morcha Secrétaire
- 1980 : a assisté à la formation du BJP
- 1982-1984 : Mandal Adhyaksh BJP Dharamsala
- 1985 : première élection de député provincial en tant que candidat du BJP dans la circonscription de Dharamsala
- 1990 : représente la circonscription de Dharamsala en tant que député du BJP
- 1993 : gagné pour la deuxième fois à Dharamsala et atteint le Vidhan Sabha
- 1993-1997 : nommé whip en chef Vidhan Sabha
- 1994 : nommé membre exécutif de l'État du BJP HP
- 1995-1997 : reste président du BJP dans le district de Kangra
- 1996 : nommé responsable des élections du BJP pour la circonscription parlementaire de Manipur
- 1998 : gagne pour la troisième fois dans la circonscription de Dharamsala
- 1998 : prête serment en tant que ministre des Transports, du Développement tribal, de l'Imprimerie et de la Papeterie et de la Justice
- 2003 : contesté à Dharamsala et perdu
- 2004 : nommé porte-parole de l'État du BJP Himachal Pradesh
- 2007 : gagne pour la quatrième fois à Dharamsala
- 2008 : investiture en tant que ministre des Transports, du Développement urbain, du Logement et de l'Aménagement du territoire
- 2009 : les portefeuilles ont été transférés aux ministères de l'Industrie, du Travail et de l'Emploi et de la Protection sociale de Sainik
- 2012 : contesté à Dharamsala et perdu
- 2017 : gagné dans la circonscription de Dharamshala pour un cinquième mandat
- 2017 : prête serment en tant que ministre de l'Alimentation, des Fournitures civiles et des Affaires des consommateurs et des Élections
- 2019 : élu député de la circonscription parlementaire de Kangra pour la première fois avec une marge record du pourcentage de vote le plus élevé de tout le pays.